# Mezei József
Mezei József (álneve: Szamosi Endre; Kolozsvár, 1938. szeptember 6. – Bukarest, 2014. június 13.) erdélyi magyar szerkesztő, újságíró, műkritikus, művészettörténész.

## Életútja
Szülővárosában érettségizett (1954), a Bolyai Tudományegyetemen jogi diplomát szerzett (1959). Az Igazság, majd az Előre szerkesztője (1963–73), a Szocialista Művelődési és Nevelési Tanács nemzetiségügyi főelőadója (1973–77), a Művelődés rovatvezetője, szerkesztőségi főtitkára (1977–85), a Cîntarea României folyóirat Műhely c. magyar mellékletének szerkesztője (1986–89). 1989 decembere után Horváth Arannyal, Balogh Józseffel Horváth Andorral újraalapította a diktatúra alatt megszüntetett Művelődést, s annak főszerkesztője, majd a lap Kolozsvárra költözése után (1991) főszerkesztő-helyettese.
Érdeklődése a vizuális művészetek felé fordult, képzőművészeti tárgyú írásait az Előre, Utunk, Igaz Szó, Korunk, Új Élet közölte. Kiemelkedő Színlátás és térformálás című tanulmánya (Korunk, 1977/12), bevezetője Moholy-Nagy László írásainak gyűjteményében (Téka, 1979) és a Korunk képzőművészeti cikkeinek szemléje a két világháború közt a Képzőművészeti Írások (1984) című gyűjteményben.

## Munkái
- Balogh Péter (monográfia, 1976)
- Tanulmányai a Kriterion Galéria-sorozatban: Tőrös Gábor (1982); Mátyás József (1984)
- Magyar-román-angol jogi, közigazgatási és üzleti szótár. Bukarest : C. H. Beck Kiadó, 2006[2]